# Rustam Chudżamow
Rustam Machmudkułowycz Chudżamow, ukr. Рустам Махмудкулович Худжамов (ur. 5 października 1982 w Skwirze, w obwodzie kijowskim, Ukraińska SRR) – ukraiński piłkarz pochodzenia uzbeckiego, grający na pozycji bramkarza, reprezentant Ukrainy.

## Kariera piłkarska

### Kariera klubowa
Wychowanek Szkoły Piłkarskiej Dynama Kijów (od 1993). Pierwszy trener Mychajło Mychajłow. Do zespołu juniorów trafił jako nastolatek, występował w trzeciej i drugiej drużynie Dynama. W 2005 został wypożyczony do Zakarpattia Użhorod, ale po 10 meczach otrzymał kontuzję i wrócił leczyć się do Dynama. W rundzie wiosennej sezonu 2005/06 przeszedł do FK Charków. Grając w tym klubie otrzymał zaproszenie do młodzieżowej reprezentacji Ukrainy.
25 maja 2008 za 80 tys. euro został zakupiony przez Szachtar Donieck, podpisując 5-letni kontrakt. W jego barwach zadebiutował 15 lipca 2008 w meczu Superpuchar Ukrainy z Dynamem Kijów (1:1), kiedy to w serii karnych Szachtar wygrał 5:3.
W lipcu 2011 został wypożyczony do Metałurha Donieck, a w styczniu 2012 do Illicziwca Mariupol. 3 marca 2015 roku został wypożyczony do Zorii Ługańsk, a 1 września 2015 do Metalista Charków. 2 marca 2016 ponownie wrócił do Illicziwca Mariupol.
| Sezon                    | Klub                | Kraj    | Rozgrywki                | Mecze | Bramki |
| ------------------------ | ------------------- | ------- | ------------------------ | ----- | ------ |
| 2005/06 (runda jesienna) | Zakarpattia Użhorod | Ukraina | Wyszcza Liha             | 10    | -12    |
| 2005/06 (runda wiosenna) | FK Charków          | Ukraina | Wyszcza Liha             | 7     | -6     |
| 2006/07                  | FK Charków          | Ukraina | Wyszcza Liha             | 22    | -23    |
| 2007/08                  | FK Charków          | Ukraina | Wyszcza Liha             | 30    | -32    |
| 2008/09                  | Szachtar Donieck    | Ukraina | Premier-liha             | 6     | -5     |
| 2009/10                  | Szachtar Donieck    | Ukraina | Premier-liha             | 3     | -4     |
| 2010/11                  | Szachtar Donieck    | Ukraina | Premier-liha             | 1     | -1     |
| 2011/12                  | Metałurh Donieck    | Ukraina | Premier-liha             | 0     | -0     |
| 2011/12                  | Illicziweć Mariupol | Ukraina | Premier-liha             | 10    | -12    |
|                          |                     |         | Łącznie w Wyszczej Lidze | 89    | -95    |

### Kariera reprezentacyjna
Najpierw występował w młodzieżowej młodzieżowej reprezentacji Ukrainy. 11 lutego 2006 zadebiutował w pierwszej reprezentacji Ukrainy w wygranym 1:0 meczu towarzyskim z Serbią.

## Sukcesy i odznaczenia

### Sukcesy klubowe
- wicemistrz Ukrainy: 2009
- zdobywca Superpucharu Ukrainy: 2008
- zdobywca Pucharu UEFA: 2009

### Odznaczenia
- Order „Za odwagę” III klasy: 2009[8].